# Tokyo Cheer2 Party
Tokyo Cheer② Party（トーキョー　チアチア　パーティー）は、2010年8月20日に結成された女性アイドルグループである。2017年3月31日をもってグループを解散。

## 概要
文化放送、セントラルミュージック、オフィスジュニアの3社合同企画で「全国のお父さん&若き働く男性を応援するアイドル」というコンセプトの下、結成された。
「チアチア」と略されることが多く、「東京チアチアパーティー」と表記されることもある。
グループ自己紹介では「私達、トー・キョー・チアチアパーティーです、ハイッ!」と名乗る。

## 略歴
- 2010年
  - 8月20日 結成。文化放送にてお披露目と記者会見を開催。（総応募者533名の中から選ばれた10名に、小池彩夢を加えた11名で構成）
  - 10月10日 レギュラーラジオ放送開始。
  - 11月3日「浜松町グリーン・サウンドフェスタ‐浜祭‐」 in 東京タワー ライブ出演。

- 2011年
  - 4月6日[1] クライムミュージックエンタテイメントから『届け!エール 愛言葉』でCDデビュー。
  - 5月13日 2期生お披露目（応募者1054人の中から選ばれた7名が加入）。
  - 7月20日 マップ劇場　チャレンジ枠でのレギュラー単独公演開始。
  - 8月3日 2ndシングル『夢に向かって…』リリース。
  - 9月7日 マップ劇場レギュラー枠での単独公演開始。

- 2012年
  - 1月18日 3rdシングル『はっぴーハッピー』リリース。オリコンウィークリーランキング最高位20位 オリコンデイリーランキング最高位3位。
  - 同 公式サイトオープン。
  - 3月14日 大津美咲脱退。
  - 6月27日 4thシングル『RISE/Love Magic』リリース。オリコンウィークリーランキング最高位11位 オリコンデイリーランキング最高位4位。
  - 9月3日 長岡茜脱退。
  - 10月17日 1stアルバム『私たち、Tokyo Cheer② Partyです。ハイッ!ベストだょ』リリース。
  - 11月18日 3期生加入（応募者3000人以上から選ばれた安藤朱音、バーンスタイン織美也、山田真帆の3名が加入）。

- 2013年
  - 1月6日 初のワンマンライブ「私達、Tokyo Cheer2 Partyです、ハイ！～ついに、ファーストコンサートです！1年の計はチアチアにあり!2013年も君がはっぴーハッピーでありますように…～」が、なかのZERO小ホールで開催された。ライブ中にサプライズでビクターから初夏メジャーデビュー決定を知らされ、メンバーは涙を流し、ファンと喜びを分かち合った。
  - 6月26日 メジャー1stシングル『ガムシャラ スピリッツ』をリリースし、メジャーデビュー。オリコンデイリーランキング最高4位、ウィークリーランキング最高8位。
  - 8月18日 平山くるみ卒業。
  - 同 2014年5月6日の日本青年館での公演決定も発表された。
  - 9月29日 4期生加入（応募者1192名から選ばれた3名、特別枠の川嶋の4名が加入）。
  - 10月23日 メジャー2ndシングル『いいじゃん！』リリース。オリコンデイリーランキング最高5位、ウィークリーランキング最高8位。
  - 10月29日 原口貴妃卒業。
  - 12月25日 メジャー1stアルバム『チアチアルバム』をリリース。
  - 同　吉村瑠莉卒業。

- 2014年
  - 4月9日 メジャー3rdシングル『進め！フレッシュマン』を発売。オリコンデイリーランキング最高4位、ウィークリーランキング最高6位。
  - 5月6日 日本青年館でワンマンコンサート「私たちが、トーキョーチアチアパーティーだっ!!」を行う。
  - 5月11日 秋澤美月加入。
  - 6月15日 桝元沙耶卒業。
  - 6月23日 同月20日をもって山田真帆、安藤朱音の両名解雇。「ルールに遵わず不適切な行動を取ったため、保護者も交えての話し合いの結果合意に達し」[2]。
  - 6月29日 高野茉宙加入。
  - 11月19日 メジャー4thシングル『MD』リリース。
  - 12月25日　新宿ReNYでワンマンコンサート開催。富永良美卒業。

- 2015年
  - 1月17日から アイドル応援アプリ『CHEERZ』 (https://cheerz.cz/) に参加。
  - 10月31日 バーンスタイン織美也が卒業[3]。

- 2016年
  - 2月15日 所属していたオフィスジュニアの事業停止（同年6月24日に倒産[4]）に伴い、トンボエンターテイメントに事務所を移籍[5]。
  - 9月20日 所属レーベルをFORCEMUSIC（販売元はコロムビア・マーケティング）に移しての第1作となるシングル『進化形乙女道/約束のダイヤモンド』をリリース。なお移籍後ではこれが最初で最後でもある。
  - 12月31日 川嶋麗惟卒業。

- 2017年
  - 2月28日、3月31日のライブをもって解散することを発表した[6]。
  - 3月31日、予定通り当日のライブをもって解散。翌日は池袋シアターYES[7]での特典会を行う。須永留奈は事務所を退所し、一般人に戻った。
  - 10月26日、平井杏奈の生誕祭に伴い、一回だけ再結集。[8]。

## メンバー

### 解散時のメンバー
| 名前       | よみ            | 生年月日               | 血液型 | 出身地   | 加入期 | 備考                                                               |
| ---------- | --------------- | ---------------------- | ------ | -------- | ------ | ------------------------------------------------------------------ |
| 澤翔子     | さわ しょうこ   | 1995年4月11日（30歳）  | A型    | 神奈川県 | 1期    | 澤美帆の妹、卒業後ダンスヴォーカルユニット「TiiiMO」に加入         |
| 須永留奈   | すなが るな     | 1995年8月23日（29歳）  | A型    | 神奈川県 | 1期    | 2代目リーダー、元リーダー補佐                                      |
| 平井杏奈   | ひらい あんな   | 1996年10月28日（28歳） | B型    | 東京都   | 1期    | 現在、天才劇団バカバッカ所属                                       |
| 芦原優愛   | あしはら ゆあ   | 1993年11月13日（31歳） | A型    | 埼玉県   | 2期    | メンバー最年長                                                     |
| 桑澤菜月   | くわざわ なつき | 2000年4月6日（25歳）   | O型    | 神奈川県 | 2期    | メンバー最年少                                                     |
| 土光瑠里子 | どこう るりこ   | 1999年10月7日（25歳）  | O型    | 神奈川県 | 4期    | いとこはFES☆TIVEの青葉ひなり、後に土光瑠璃子として同グループに加入 |

### 元メンバー
| 名前                 | よみ                    | 生年月日               | 血液型 | 出身地   | 加入期 | 備考                                              |
| -------------------- | ----------------------- | ---------------------- | ------ | -------- | ------ | ------------------------------------------------- |
| 小池 彩夢            | こいけ あやめ           | 1995年2月13日（30歳）  | A型    | 三重県   | 1期    | 現芸名：彩夢 ソニー・ミュージックアーティスツ所属 |
| 大津美咲             | おおつ みさき           | 1992年3月20日（33歳）  | O型    | 東京都   | 1期    |                                                   |
| 長岡茜               | ながおか あかね         | 1993年9月28日（31歳）  | A型    | 埼玉県   | 2期    |                                                   |
| 平山くるみ           | ひらやま くるみ         | 2000年9月30日（24歳）  | B型    | 東京都   | 2期    |                                                   |
| 原口貴妃             | はらぐち きさき         | 1998年1月21日（27歳）  | B型    | 奈良県   | 1期    |                                                   |
| 吉村瑠莉             | よしむら るり           | 1998年3月31日（27歳）  | A型    | 埼玉県   | 1期    |                                                   |
| 桝元沙耶             | ますもと さや           | 1996年8月10日（28歳）  | O型    | 千葉県   | 1期    |                                                   |
| 山田真帆             | やまだ まほ             | 1995年8月27日（29歳）  | A型    | 埼玉県   | 3期    |                                                   |
| 安藤朱音             | あんどう あかね         | 1995年12月12日（29歳） | A型    | 東京都   | 3期    |                                                   |
| 富永良美             | とみなが よしみ         | 1998年4月18日（27歳）  | A型    | 東京都   | 1期    |                                                   |
| 高野茉宙             | たかの まひろ           | 1998年10月18日（26歳） | A型    | 栃木県   | 5期    |                                                   |
| 原田里佳子           | はらだ りかこ           | 1993年3月2日（32歳）   | B型    | 香川県   | 2期    | リーダー代行、愛称は「ごりかこ」                  |
| 井上紗希             | いのうえ さき           | 1995年7月18日（29歳）  | A型    | 兵庫県   | 4期    | 元SO.ON project、愛称は「ぺっぺ」                 |
| 澤美帆               | さわ みほ               | 1992年7月13日（32歳）  | A型    | 神奈川県 | 1期    | 1代目リーダー、澤翔子の姉                         |
| 本川愛花             | もとかわ あいか         | 2002年7月1日（22歳）   | O型    | 埼玉県   | 4期    | 在籍当時メンバー最年少・最初で最後の21世紀生まれ  |
| 秋澤美月             | あきざわ みづき         | 1998年3月11日（27歳）  | O型    | 埼玉県   | 5期    | 現芸名：星名美雨 リリースアップ所属               |
| 斉藤智子             | さいとう ともこ         | ????年11月19日         | B型    | 東京都   | 2期    | 在籍当時メンバー最年長                            |
| 中西悠綺             | なかにし ゆうき         | 1997年2月25日（28歳）  | B型    | 三重県   | 1期    |                                                   |
| バーンスタイン織美也 | バーンスタイン おりびや | 1998年2月1日（27歳）   | O型    | 東京都   | 3期    |                                                   |
| 澤田樹奈             | さわだ じゅな           | 1997年4月14日（28歳）  | O型    | 神奈川県 | 2期    |                                                   |
| 川嶋麗惟             | かわしま れい           | 1996年5月29日（29歳）  | AB型   | 静岡県   | 4期    |                                                   |

## 作品

### インディーズシングル
1. 届け!エール 愛言葉(2011年4月6日、クライムミュージックエンターテイメント）（FUCD1032)
  1. 届け!エール 愛言葉
  2. カタタタキノウタ
  3. 届け!エール 愛言葉(Instrumental)
  4. カタタタキノウタ(Instrumental)
2. 夢に向かって…(2011年8月3日、クライムミュージックエンターテインメント）（FUCD1033）
  1. 夢に向かって…
  2. パパへ～キセキノウタ～
  3. 夢に向かって…(Instrumental)
  4. パパへ～キセキノウタ～(Instrumental)
  5. ～55．スペシャルボイスメッセージ
3. はっぴーハッピー(2012年1月18日、クライムミュージックエンターテインメント）（FUCD1035：初回盤、FUCD1036：通常盤）
  1. はっぴーハッピー
  2. SMILE
  3. はっぴーハッピー(Instrumental)
  4. SMILE(Instrumental)
4. RISE(2012年6月27日、クライムミュージックエンターテインメント）（FUCD9004：初回盤A、FUCD9005：初回盤B、FUCD1038：通常盤）
  1. RISE
  2. Love Magic
  3. RISE(Instrumental)
  4. Love Magic(Instrumental)

### メジャーシングル
1. ガムシャラスピリッツ(2013年6月26日、ビクターエンタテインメント）（初回盤A、初回盤B、初回盤C、初回盤D、通常盤）
  1. ガムシャラスピリッツ
  2. 恋の距離
  3. 学びの道
  4. ガムシャラスピリッツ(Instrumental)(通常盤)
恋の距離(Instrumental)(初回盤AB)
学びの道(Instrumental)(初回盤CD)
  5. １班の自己紹介(初回盤AB)
２班の自己紹介(初回盤CD)
2. いいじゃん!（2013年10月23日、ビクターエンタテインメント）（タイプA、タイプB、タイプC、タイプD、通常盤）
  1. いいじゃん!
  2. 夢番傘（タイプA）
ひまわり（タイプB）
恋の距離　秋の夜空（タイプC）
トゥインカリンガリン（タイプD）
無敵のVサイン（通常盤）
  3. いいじゃん!（カラオケ）
  4. 夢番傘（Instrumental)（タイプA）
ひまわり（Instrumental)（タイプB）
恋の距離　秋の夜空（Instrumental)（タイプC）
トゥインカリンガリン（Instrumental)（タイプD）
無敵のVサイン（カラオケ）（通常盤）
3. 進め！フレッシュマン（2014年4月9日、ビクターエンタテインメント）
  1. 進め！フレッシュマン
  2. キセキノチカラ（通常盤）
キセキノチカラ(1班バージョン)(タイプA）
キセキノチカラ(2班バージョン)（タイプB）
好き…好き。（タイプC)
春が来たっ！（タイプD)
  3. 進め!フレッシュマン(inst)（通常盤、タイプCD）
進め！フレッシュマン(歌増量)（タイプA）
進め！フレッシュマン(台詞増量)（タイプB）
  4. キセキノチカラ(inst)（通常盤、タイプAB）
好き…好き。(inst)（タイプC)
春が来たっ！(inst)（タイプD)
4. MD（2014年11月19日、ビクターエンタテインメント）（通常盤、タイプA、タイプB）
  1. MD
  2. いいとこみっけ！
  3. スタートライン（1班バージョン）(通常盤）
スタートライン（2班バージョン）(タイプA）
スタートライン（3班バージョン）(タイプB）
  4. MD（オリジナルカラオケ）(通常盤）
いいとこみっけ！（オリジナルカラオケ）(タイプA）
スタートライン（オリジナルカラオケ）(タイプB）
5. 進化形乙女道/約束のダイヤモンド（2016年9月20日、フォースミュージック）（タイプA、タイプB、タイプC、タイプD、タイプE）
  1. 進化形乙女道
  2. 約束のダイヤモンド
  3. 進化形乙女道 (off vocal ver.)
  4. 約束のダイヤモンド (off vocal ver.)

### インディーズアルバム
1. 私たち、Tokyo Cheer② Partyです。ハイッ！ベストだょ（2012年10月17日、クライムミュージックエンターテインメント）
  1. RISE
  2. カタタタキノウタ
  3. 夢に向かって・・・
  4. キミスキ
  5. パパへ ~キセキノウタ~
  6. はっぴー ハッピー
  7. ありがとちゃん
  8. LOVE MAGIC
  9. 届け!エール 愛言葉
  10. SMILE

### メジャーアルバム
1. チアチアルバム（2013年12月25日 X'mas限定盤/通常盤、ビクターエンタテインメント）
  1. Theme of TC2P(Type－Ｍ)
  2. ガムシャラスピリッツ
  3. 無敵のVサイン
  4. 元気だそうよ
  5. まっすぐすぐ
  6. 友達
  7. RISE
  8. はっぴーハッピー
  9. カタタタキノウタ 2013
  10. 学びの道（アルバムバージョン）
  11. 夢に向かって…
  12. ありがとちゃん
  13. チアチアクリスマス
  14. いいじゃん!
  15. Theme of TC2P(Type－Ｒ｜Bonus Track)
  16. Theme of TC2P(Type－Ｐ❘Bonus Track)

### 配信楽曲
- 元気だそうよ

## 出演

### テレビ
- 月刊MelodiX!　アイドル下剋上（2011年5月28日　テレビ東京）
- BS MelodiX! (2011年6月14日　BSジャパン）
- Girls Pop'n Party（2011年11月7日　チバテレビ）
- 「iDOL　Tunes」（2012年1月17日・2月3日　スカパー!HD 663ch PigooHD／2012年2月10日・2月24日　BSスカパー! ch.241）
- 私達、Tokyo Cheer② Partyです、ハイ!（2012年2月1日～　スカパー!HD 663ch PigooHD）
- MUSIC_JAPAN(2012年8月24日　NHK総合）
- 新進気鋭（2012年9月1日　NTV）
- お助け屋☆陣八 第11話（2013年3月21日　読売テレビ）中西、原田、芦原、澤美帆、平井、斉藤、澤翔子、吉村、桝元、山田、澤田
- 世界の怖い夜 スゴイの撮れちゃったSP（2014年10月29日、TBSテレビ）
- ザ・ノンフィクション「アイドルの家～涙の数だけ抱きしめて」（フジテレビ）

### 映画
- 劇場版 ほんとうにあった怖い話 プレミアム 呪いの動画 「アイドルの宿命…。」（2012年）

### ラジオ
- ラジオTokyo Cheer2 Party、（同）SEASON2（2010年10月10日～2015年9月29日 文化放送超!A&G+）
- Music Spice!（2012年10月～2013年9月　エフエム富士、水曜担当）
- ガムシャラジオ→ラジオがいいじゃん（2013年9月～10月　ベイエフエム　日曜）
- リッスン? 〜Live 4 Life〜（2013年10月2日-文化放送・水曜日担当）-2013年10月2日から2014年9月24日にかけては原田。2014年10月1日からは芦原が担当。

### インターネット放送
- SalalaTV（2010年10月29日 USTREAM）
- SalalaTV「さららで、チアチアパーティー!」（レギュラーコーナー）（2011年8月13日～ USTREAM）
- 金曜生アイドルショー（2011年9月2日 スカイクラッドTV）
- アキバDEアイドル歌スタジオ（2011年10月13日 ニコニコ生放送／AKIBA LIVE STUDIO ROCKET GATE）

## ライブ・イベント

### イベント
- 文化放送サテライトプラスライブ（2010年8月20日・9月10日・9月30日・10月15日・22日・11月16日・12月17日、2011年5月13日・5月20日・6月3日・6月17日・7月1日・7月15日・8月12日・10月7日・10月21日・10月26日・11月11日・11月18日・12月2日・12月17日 文化放送サテライトプラス）
- 中村知世、水樹たまPresents モノレールで行こう!動物公園ツアー!!（2010年10月16日、千葉市動物公園）
- 浜松町グリーンサウンドフェスタ ―浜祭―（2010年11月3日、文化放送）
- Tokyo Cheer② Party 2011 First Live （2011年1月3日 ラゾーナ川崎 ナムコワンダーパークヒーローズベース）
- G-MARKET vol.5 @原宿KDDIデザイニングスタジオ ゲスト出演 (2011年1月29日 KDDIデザイニングスタジオ)
- ナムコワンダーパークヒーローズベース「元気を与える応援ライブ」（2011年2月26日 ラゾーナ川崎 ナムコワンダーパークヒーローズベース）
- 制服向上委員会「公開リハーサル」（2011年4月14日 初台 The DOORS）
- デビューシングル発売記念イベント「ミニライブ&サイン色紙お渡し会＆撮影会」（2011年4月16日 トレッサ横浜南棟イベント広場）
- 「アキバのチカラを結集!東日本大震災イベント 泉谷しげるトーク&ライブ日本を救え!」（2011年4月17日 AKIBA_SQURE（UDX2F)）
- All Idol Songs Awards （2011年4月20日 初台 The DOORS）
- All Idol Songs Awards （2011年6月1日 初台 The DOORS）
- エコライフ・フェア2011 （2011年6月5日 代々木公園）
- セカンドシングル発売記念握手会（2011年8月3日 文化放送サテライトプラス）
- チアチア1周年だよ、これからもよろしくね!ライブ（2011年8月19日 文化放送サテライトプラス）
- 浜松町ハマサイトの夏祭り（2011年8月26日 ハマサイトグルメ1F特設ステージ）
- 熱海海上花火大会LIVE2011（2011年8月27日 熱海親水公園イベント広場特設ステージ）
- 群馬TV「ミュージックフォレスト」公開収録（2011年9月18日 イオンモール高崎1Fセントラルコート
- としまえん ビアフェスタ ステージライブ（2011年10月8日 としまえん ビアフェスタ会場 特設ステージ）
- 宮前区民祭（2011年10月16日 北部市場）
- ナムコワンダーパークヒーローズベース ライブ（2011年10月22日 ラゾーナ川崎 ナムコワンダーパークヒーローズベース）
- 文化放送開局60周年記念～浜祭～（2011年11月3日 東京タワー特設ステージ）
- 大宮ステラタウン　ライブ（2011年11月23日 大宮ステラモール メローペ広場特設ステージ）
- ヤマダ電機　家電フェア2011&大処分蚤の市 inグリーンドーム前橋（オープニングアクト）（2011年11月26日 前橋グリーンドーム）
- ヤマダ電機ライブ（2011年11月27日・12月4日・12月18日・12月25日・1月15日・1月22日 ヤマダ電機品川大井町店店頭）
- 「サンシャインファッションカーニバル」ゲストライブ（2011年12月22日 池袋サンシャイン噴水広場）
- ナムコワンダーパークヒーローズベースライブ（2011年12月23日 ラゾーナ川崎ナムコワンダーパークヒーローズベース）
- サードシングル予約会（2011年12月24日　文化放送2Fロビー）
- 「ハッピーはっぴー」ご予約イベント（2012年1月8日・1月9日 タワーレコード新宿店10階）
- サードシングルお渡し会＆ミニライブ（2012年1月20日 文化放送サテライトプラス）
- タワーレコード新宿店イベント（2012年1月21日 タワーレコード新宿店屋上10階）
- ナムコワンダーパークヒーローズベースライブ（2012年1月22日 ラゾーナ川崎ナムコワンダーパークヒーローズベース）
- ファン感謝祭（2012年1月28日 文化放送サテライトプラス）
- 「私達、Tokyo Cheer② Partyです、ハイ!」DVD予約会（2012年2月12日　文化放送2Fロビー）
- ノースポートモールライブ（2012年2月11日　ノースポートモール2Fセンターコート）

それ以降も行事に多数登場。

### ライブ
- グラビア☆プリンセス物語「完結編」～クリスマスイヴイヴ☆パーティ2010～（2011年12月18日 ライブレストラン「ダイトー」）
- GIRLS＋（夜の部）（2011年2月19日 文化放送メディアプラス)
- 下北FM　DJ Tomoaki's Radio Show! (2011年3月24日 SHOT BAR VERTEX)
- 「日本アイドル合戦!!～SHIBUYAの陣～」（2011年5月10日 SHIBUYA O-EAST）
- アイドル・フェスティバル in ヒビヤ（昼の部）（2011年5月21日 日比谷野外大音楽堂）
- 日本アイドル合戦!!～SHIBUYAの陣～其の弐 （2011年6月12日 渋谷WOMB）
- 下北FM　DJ Tomoaki's Radio Show!（2011年7月7日 SHOT BAR VERTEX）
- マップ劇場オープン記念公演3days（1日目、3日目）（2011年7月16、18日 マップ劇場）
- アキバで集会!私達Tokyo Cheer② Partyです、ハイ!（チャレンジ枠）（マップ劇場）
  - 浴衣DEナイト（2011年7月20日）
  - ショーパンDEナイト（2011年7月27日）
  - 単独公演（2011年8月6日）
  - ドレスDEナイト（2011年8月10日）
  - チアDEナイト（2011年8月17日）
  - 私服DEナイト（2011年8月24日）
  - 浴衣DEナイトagain（2011年8月31日）
- 下北FMアイドル祭りVol.3～アイヲタ夏の陣!大蔵の乱～第一部、第二部（2011年7月22日 下北沢GARDEN）
- ～「第437回制服の日」 夏休みスタート記念 Vol.1～“走る!走る!恋・青春・少女”（ゲスト出演）（2011年7月24日 初台The DOORS）
- Tokyo Idol Festival 前夜祭（2011年8月25日 品川よしもとプリンスシアター）
- Tokyo Idol Festival（2011年8月28日 お台場・青海特設会場）
- アキバで集会!私達Tokyo Cheer② Partyです、ハイ!（レギュラー枠）

（2011年9月7日・9月28日（初台TheDOORS）・10月5日（恵比寿LIVE GATE）・10月12日(恵比寿LIVE GATE)・10月19日(恵比寿LIVE GATE)　マップ劇場）
- 東京湾納涼船船内イベント（2011年9月15日）
- 千葉テレビ公開収録Girls Pop`n Party（2011年10月17日 新宿BLAZE）
- アイドル戦国時代 2.5Dノ乱（2011年10月24日 池尻大橋2.5D）
- つくばTV主催 PigooHD Live（2011年11月2日・11月9日・11月16日・11月21日・11月29日・12月7日・12月14日・12月28日・1月11日・1月18日・2月1日・2月25日・2月29日 恵比寿LIVE GATE）
- ハツダイ アイドルカーニバル スペシャル＆ファイナル（2011年11月13日 初台The DOORS）
- ドルスタスペシャル Tokyo Idol Carnival ver.1（2011年11月19日 中野サンプラザ）
- 2.5D ノトフの乱（2011年11月28日 池尻大橋2.5D）
- ～HIC ハツダイアイドルカーニバル SP②～“Tokyo Cheer② Party & 制服向上委員会 JOINT LIVE =AWAY=”（2011年12月11日 初台The DOORS）
  - 下北FM DJ Tomoaki's Radio Show! (2012年2月2日 SHOT BAR VERTEX)
- 次世代GIRLS SELECTION～小桃音まい×Tokyo Cheer2 Party×アイドルカレッジ×DANCEROID×AeLL.×フルーティー～（2012年2月29日 吉祥寺CLUB SEATA）
- 私達、Tokyo Cheer2 Partyです、ハイ！～ついに、ファーストコンサートです!1年の計はチアチアにあり!2013年も君がはっぴーハッピーでありますように…～（2013年1月6日 なかのZERO小ホール）
- TOKYO IDOL FESTIVAL 2013（2013年7月27・28日 お台場・青海特設会場）
- 私達、Tokyo　Cheer② Partyです、ハイ!～渋谷で君とメリークリスマス　チアチアクリスマス～（2013年12月25日 TSUTAYA O-Crest）
- SEKIGAHARA IDOL WARS 2014〜関ケ原唄姫合戦〜（2014年7月21日 桃配運動公園）

## 雑誌
- 月刊Audition March 2011
- Myojo 2011年 3月号
- 月刊Audition April 2011（平井杏奈）
- 月刊Audition August 2011（澤田樹奈、原田里佳子）
- BUBKA　2011　12月号

## パチンコ
- CR東京チアチアパーティー（2016年、ニューギン）